# Karamandere (dopływ Byrzeju)
Karamandere (bułg. Карамандере) – rzeka w południowej Bułgarii. 
Zaczyna się pod Czukatą w Rodopach Wschodnich, na wysokości 474 m n.p.m. Swój bieg zaczyna pod nazwą Suwanłykdere, 1,2 km od Beliego płastu. Pierwsze 5–6 km płynie w kierunku północno-wschodnim, po czym zakręcając na wschód wpływa do Byrzeju, na wysokości 161 m n.p.m., 1,7 km od Malewa. Rzeka jest długości 20 km, a powierzchnia dorzecza wynosi 81 km², co stanowi 47,8% powierzchni dorzecza Byrzeju. 
Do Karamandera uchodzą: 
- prawe dopływy: Bekjuwska reka, Kawakdere, Sełska reka.

Rzeka przepływa przez 1 miejscowość: Orłowo.